# Oju
Koordinaten: 58° 23′ N, 22° 0′ O
Oju (deutsch Ojo) ist ein Dorf (estnisch küla) an der Westküste der größten estnischen Insel Saaremaa. Es gehört zur Landgemeinde Saaremaa (bis 2017: Landgemeinde Kihelkonna) im Kreis Saare.
Das Dorf hat neun Einwohner (Stand 31. Dezember 2021). Es liegt drei Kilometer nordwestlich von Kihelkonna.

## Gut
Im 19. Jahrhundert entstand in Oju ein Beigut zum Gut von Pajumõisa.